# Tabanus burmaensis
Tabanus burmaensis är en tvåvingeart som beskrevs av Schuurmans Stekhoven 1926. Tabanus burmaensis ingår i släktet Tabanus och familjen bromsar.
Artens utbredningsområde är Myanmar. Inga underarter finns listade i Catalogue of Life.